# Plicosepalus curviflorus
Plicosepalus curviflorus är en tvåhjärtbladig växtart som först beskrevs av George Bentham och Daniel Oliver, och fick sitt nu gällande namn av Van Tiegh.. Plicosepalus curviflorus ingår i släktet Plicosepalus och familjen Loranthaceae. Inga underarter finns listade i Catalogue of Life.